# Tochigi (stad)
Tochigi (japanska: 栃木市   ?, Tochigi-shi) är en stad i Tochigi prefektur i Japan. Staden fick stadsrättigheter 1937.